# Squash agli XI Giochi sudamericani
Le competizioni di squash agli XI Giochi sudamericani si sono volte dal 2 al 7 giugno 2018 al Coliseo Polifuncional Evo Morales di Cochabamba. Si sono tenuti sette eventi, tre femminili, tre maschili ed uno misto.

## Risultati
| Evento                       | Oro                                                                         | Argento                                                                        | Bronzo                                                                                |
| Singolo maschile (dettagli)  | Diego Elías Perù                                                            | Juan Camilo Vargas Colombia                                                    | Juan Felipe Tovar Colombia                                                            |
| Singolo maschile (dettagli)  | Diego Elías Perù                                                            | Juan Camilo Vargas Colombia                                                    | Robertino Pezzota Argentina                                                           |
| Singolo femminile (dettagli) | Catalina Peláez Colombia                                                    | Laura Tovar Pérez Colombia                                                     | Maria Tovar Pérez Colombia                                                            |
| Singolo femminile (dettagli) | Catalina Peláez Colombia                                                    | Laura Tovar Pérez Colombia                                                     | Lujan Palacios Paraguay                                                               |
| Doppio maschile (dettagli)   | Alonso Escudero Diego Elías Perù                                            | Carlos Nicolás Caballero Esteban Casarino Paraguay                             | Edgar Alexander Ramírez Ronald Palomino Juan Camilo Vargas* Colombia                  |
| Doppio maschile (dettagli)   | Alonso Escudero Diego Elías Perù                                            | Carlos Nicolás Caballero Esteban Casarino Paraguay                             | Francesco Obregon Robertino Pezzota Argentina                                         |
| Doppio Femminile (dettagli)  | Laura Tovar Pérez Maria Tovar Pérez Colombia                                | Camila Grasso Pilar Etchechoury Argentina                                      | Ana María Pinto Giselle Delgado Cile                                                  |
| Doppio Femminile (dettagli)  | Laura Tovar Pérez Maria Tovar Pérez Colombia                                | Camila Grasso Pilar Etchechoury Argentina                                      | Andrea Gabriela Soria Maria Paula Moya Ecuador                                        |
| Doppio misto (dettagli)      | Catalina Peláez Ronald Palomino Colombia                                    | Federico Cioffi Maria Falcione Argentina                                       | Maximiliano Camiruaga Sandra Pinto Arias Cile                                         |
| Doppio misto (dettagli)      | Catalina Peláez Ronald Palomino Colombia                                    | Federico Cioffi Maria Falcione Argentina                                       | David Costales María Caridad Buenaño Ecuador                                          |
| Squadre maschile (dettagli)  | Alonso Escudero Diego Elías Andrés Duany Rafael Gálvez Perù                 | Federico Cioffi Leandro Romiglio Francesco Obregon Robertino Pezzota Argentina | Edgar Alexander Ramírez Juan Felipe Tovar Juan Camilo Vargas Ronald Palomino Colombia |
| Squadre maschile (dettagli)  | Alonso Escudero Diego Elías Andrés Duany Rafael Gálvez Perù                 | Federico Cioffi Leandro Romiglio Francesco Obregon Robertino Pezzota Argentina | Jaime Pinto Rafael Allendes Maximiliano Camiruaga Cile                                |
| Squadre femminile (dettagli) | Catalina Peláez Lucía Bautista Laura Tovar Pérez Maria Tovar Pérez Colombia | Camila Grasso Maria Falcione Lorena Pascuzzi Pilar Etchechoury Argentina       | Maria Paula Moya María Caridad Buenaño Andrea Gabriela Soria Ecuador                  |
| Squadre femminile (dettagli) | Catalina Peláez Lucía Bautista Laura Tovar Pérez Maria Tovar Pérez Colombia | Camila Grasso Maria Falcione Lorena Pascuzzi Pilar Etchechoury Argentina       | Ana Maria Pinto Giselle Delgado Sandra Pinto Arias Cile                               |

## Medagliere
| Pos.   | Paese     | Oro | Argento | Bronzo | Totale |
| ------ | --------- | --- | ------- | ------ | ------ |
| 1      | Colombia  | 4   | 2       | 4      | 10     |
| 2      | Perù      | 3   | 0       | 0      | 3      |
| 3      | Argentina | 0   | 4       | 2      | 6      |
| 4      | Paraguay  | 0   | 1       | 1      | 2      |
| 5      | Cile      | 0   | 0       | 4      | 4      |
| 6      | Ecuador   | 0   | 0       | 3      | 3      |
| Totale | Totale    | 7   | 7       | 14     | 28     |